# Echinopsis huascha
Echinopsis huascha és una espècie botànica de plantes en la família de les cactàcies. És endèmica de Jujuy i Salta a l'Argentina. És una espècie comuna que s'ha estès per tot el món.

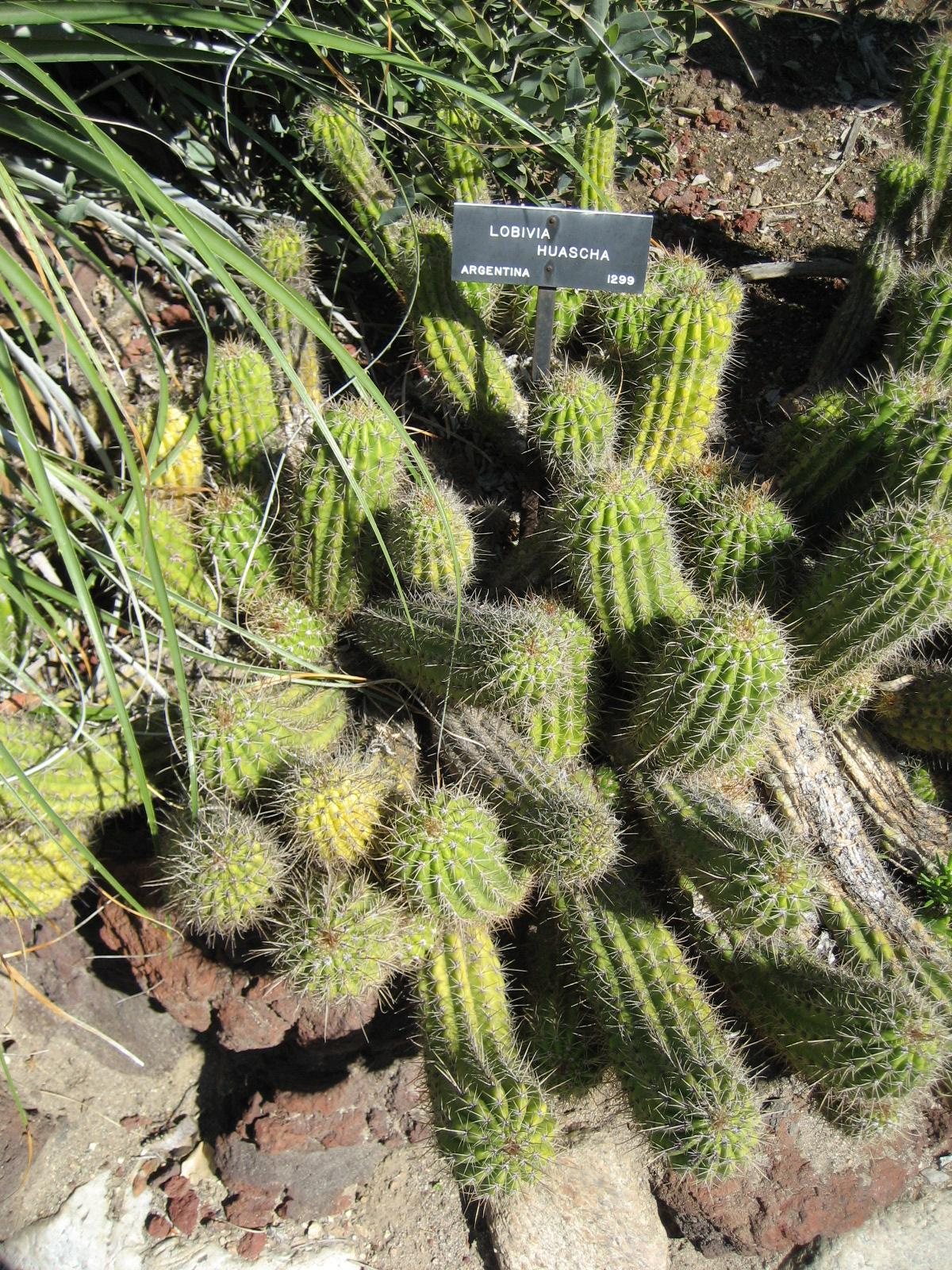
Vista de la planta

## Descripció
Són plantes que es ramifiquen en general a la base i forma grups amb altures baixes de creixement de fins a 1 metre. La tija cilíndrica, és de color verd brillant, alçat o arrossegant-se amb creixement erecte de les puntes apicals, tenen 14 a 17 costelles i aconsegueixen uns 5 centímetres de diàmetre. Les arèoles de color groguenc a marró, de la qual sorgeixen espines amb forma d'agulla, fan diàmetres de fins a 1 cm. Les 1-3 espines centrals són lleugerament més gruixudes que les espines radials i 2-7 cm de llarg. Les 9 a 11 espines radials són de fins a 1,5 centímetres de llarg.
Les flors en forma d'embut o de campana apareixen a prop del vèrtex, són molt variables. Obertes de dia tenen fins a 10 cm de llarg i fins a 7 centímetres de diàmetre. Els fruits són rodons o ovals de color verd groguenc o vermellós i aconsegueixen un diàmetre de fins a 3 centímetres.

## Taxonomia
Echinopsis huascha va ser descrita per (F.A.C.Weber) H.Friedrich i G.D.Rowley i publicat en I.O.S. Bull. 3(3): 95 (1974).
</ref>
Etimologia
Echinopsis nom genèric que deriva de echinos, "eriçó o eriçó de mar", i opsis, "aparença", en referència a la coberta densa d'espines que algunes d'aquestes plantes presenten.
huascha epítet d'una paraula local de l'Argentina.
Sinonímia
| - Cereus huascha - Trichocereus huascha - Lobivia huascha - Helianthocereus huascha - Cereus andalgalensis - Lobivia andalgalensis - Trichocereus andalgalensis - Lobivia andalgalensis - Helianthocereus andalgalensis - Lobivia grandiflora - Chamaecereus grandiflorus - Helianthocereus grandiflorus | - Lobivia hylacantha - Helianthocereus hyalacanthus - Echinopsis lobivioides - Pseudolobivia lobivioides - Trichocereus lobivioides - Helianthocereus pecheretianus - Echinopsis pecheretiana - Trichocereus grandiflorus - Trichocereus rowleyi - Echinopsis rowleyi - Lobivia purpureominiata - Trichocereus catamarcensis |